# Željeznička postaja Naumovićevo
Željeznička postaja Naumovićevo je željeznička postaja na Verušiću koja je spomenik kulture. Nalazi se na Verušiću na predjelu Naumovićevo kod Šomčićevog salaša. Prva je željeznička postaja poslije Subotice, a poslije nje dolaze željezničke postaje Žednik, Bačka Topola, Lovćenac i druge.
Sagrađena je 1910. u secesijskom stilu.